# گانبار، نیو ساوت ولز
گانبار (به انگلیسی: Gunbar) یک شهرک در استرالیا است که در نیو ساوت ولز واقع شده‌است.